# Michael O'Brien (écrivain canadien)
Œuvres principales
- Père Elijah: Une apocalypse (1996)
- Une Île au Cœur du Monde (2007)
- Theophilos (2010)

Compléments
- Sa peinture relève d'un style neo-byzantin mêlé à une interprétation contemporaine
- Connu pour ses essais sur la littérature pour enfants et la morale chrétienne

Michael O'Brien (1948) est un écrivain catholique à succès également artiste, essayiste et conférencier sur les thèmes de la foi et de la culture. Il vit à Ontario, au Canada, et est marié et père de six enfants. Né à Ottawa, il est autodidacte, sans aucun passé académique. Les ouvrages de Michael David O'Brien ont été publiés dans de nombreuses langues, dont le croate, tchèque, français, allemand, italien, polonais, espagnol, suédois et lituanien.

## Œuvre

### Romans
Michael O'Brien est connu, notamment aux États-Unis, pour sa série de six romans apocalyptiques, réunis sous le titre de Children of the Last Days (Enfants des derniers jours). Le premier roman de ce best-seller, Father Elijah: An Apocalypse (Ignatius Press, 1996), en français Père Elijah: Une Apocalypse (éditions Salvator, 2008)  (ISBN 978-2706705403), raconte l'histoire d'un survivant de l'holocauste, David Schäfer, qui se convertit au catholicisme et prend le nom de Père Elijah à son entrée dans l'Ordre du Carmel. Le roman dresse également le portrait du Préfet de la Congrégation pour la Doctrine de la Foi qui rappelle le cardinal Joseph Ratzinger et d'un pape qui rappelle Jean-Paul II. Le pape charge Père Elijah d'une mission secrète particulièrement dangereuse : rencontrer l'Antéchrist, l'amener à se repentir et repousser la fin des temps. L'une des principales intrigues des chapitres de l'Antéchrist est la découverte du travail perdu d'Aristote : De la Justice.
L’œuvre de Michael O'Brien traduite en français comprend :
- Père Elijah : une apocalypse (1996, en français aux éditions Salvator, 2008): Thriller apocalyptique.
- La librairie Sophia (éditions Salvator, 2010)  (ISBN 978-2706707315) : préquelle de Père Elijah, il s'agit d'un roman d'âmes qui raconte l'histoire du jeune David Schäfer/Père Elijah durant la Seconde Guerre mondiale, caché par Pawel Tarnowski, un libraire catholique polonais.
- Une île au cœur du monde (éditions Salvator, 2011)  (ISBN 978-2706708008) : raconte la vie de Josip Lasta, le fils d'un professeur miséreux vivant dans un village isolé en Bosnie-Herzégovine.
- Theophilos (éditions Salvator, 2012)  (ISBN 978-2706709425) : roman historique centré sur le personnage de Theophilos, père adoptif du futur évangéliste Saint Luc.
- L'Odyssée du Père (éditions Salvator, 2013)
- Voyage vers Alpha du Centaure (éditions Salvator, 2014)
- Père Elijah : à Jérusalem, éditions Salvator, 2015  (ISBN 978-2706713125)
- Le fou de New York, éditions Salvator, 2016  (ISBN 978-2-7067-1450-4)
- Étrangers et de passage, éditions Salvator, 2017  (ISBN 978-2-7067-1542-6)
- Le journal de la peste, Paris, Salvator, 2018  (ISBN 978-2-7067-1737-6)
- L'Éclipse du Soleil, Paris, Salvator, 2019  (ISBN 978-2-7067-1844-1)
- Père Elijah : révélation, Salvator, 2024  (ISBN 978-2-7067-2746-7)

### Autres
Les articles et lectures de Michael O'Brien se focalisent le plus souvent sur l'analyse du déclin de la société occidentale et de sa plongée dans un « néo-totalitarisme ». 
Il est également connu pour ses essais, notamment sur la littérature pour enfants et la morale chrétienne,.
Michael O'Brien est aussi l'auteur de :
- Nazareth Journal (magazine qu'il a fondé et auquel il contribue fréquemment)
- The Family and the New Totalitarianism (essai)
- The Mysteries of the Most Holy Rosary (méditations et peintures)
- Waiting: Stories for Advent (Justin Press, 2010)
- Father at Night (Justin Press, 2011)

### Art
Michael O'Brien est également artiste. Sa peinture relève d'un style neo-byzantin mêlé à une interprétation contemporaine. Ses toiles se vendent souvent à plus de 10 000 $. En règle générale, ses peintures figurent sur les couvertures de tous ses ouvrages.